# Дом Фарнезе
Фарне́зе  (итал. Farnese [farnezɛ], исп. Farnesio [faɾnesjo]) — потомки папы римского Павла III, получившие от него во владение герцогство Пармское.

## Павел III — основатель величия дома Фарнезе
Главным фамильным владением средневековых Фарнезе был замок Фарнето близ Орвието. Представителей рода можно проследить до XIII века, однако начало подлинному величию дома Фарнезе положено было на рубеже XV / XVI веков Александром (Alessandro) Фарнезе.
Его сестра, красавица Джулия, вышедшая замуж за Орсино Орсини, благодаря близким отношениям с папой Александром VI доставила брату кардинальскую шапку. Впоследствии сам он был избран в римские первосвященники под именем Павла III (1534—1549) и много заботился о создании богатства и могущества своего рода. Своего побочного, но признанного сына Пьера Луиджи (род. в Риме в 1503) он устроил сначала владетельным князем в Кастро, Рончильоне и Непи, потом герцогом в Пиаченце, Парме и Новаре (1545), которые были завоеваны и присоединены к церковной территории Юлием II. После кратковременного бурного правления новый герцог погиб (1547), как противник политики Карла V в Италии, после неудачи заговора Фиески, которого он поддерживал.
Парма отошла вновь к Папе; Пьяченца была занята имперскими войсками. Сыну Пьер Луиджи, Оттавио Фарнезе, удалось вновь овладеть герцогствами, где он успешно и искусно властвовал до своей смерти (1586). С этих пор судьбы дома Фарнезе до конца оставались связаны с Пармой, хотя мы видим иногда его представителей в числе кардиналов римской церкви. Примирение Оттавио с домом Габсбургов было закреплено (1538) браком его с незаконною дочерью Карла V Маргаритой, которая приобрела известность как правительница Нидерландов при Филиппе II (см. Маргарита Пармская).

## Алессандро III Фарнезе
Сын его Алессандро (1547—1592), даровитый от природы, прошёл блестящую военную школу под руководством своего дяди Хуана Австрийского; сражался с ним против турок при Лепанто (1571). После смерти Дон-Хуана был призван в наместники Нидерландов (1578). Он старался утвердить начала более мягкой и разумной политики, прямо противоположной террористическим репрессиям герцога Альбы. Вместе с тем он храбро воевал против восставших, защищая испанское владычество: победил гезов при Гемблуре, взял Антверпен и многие другие города. После разгрома «непобедимой армады» Филиппа II, на посылке которой в британские воды он сам настаивал, Фарнезе, желая поднять дело католицизма по крайней мере на континенте, вступил с войском во Францию (1590) в качестве союзника местных католиков против Генриха IV. Он принудил короля снять осаду Парижа, но успехи его остались бесплодными, так как из Испании ему не было оказано никакой поддержки. Он умер в Аррасе (1592) от раны, полученной при осаде Руана. Играя с большою ловкостью на религиозных разногласиях между жителями северных и южных нидерландских провинций, он сумел удержать последние в подданстве Испании и даже приобрёл среди их населения известную симпатию.

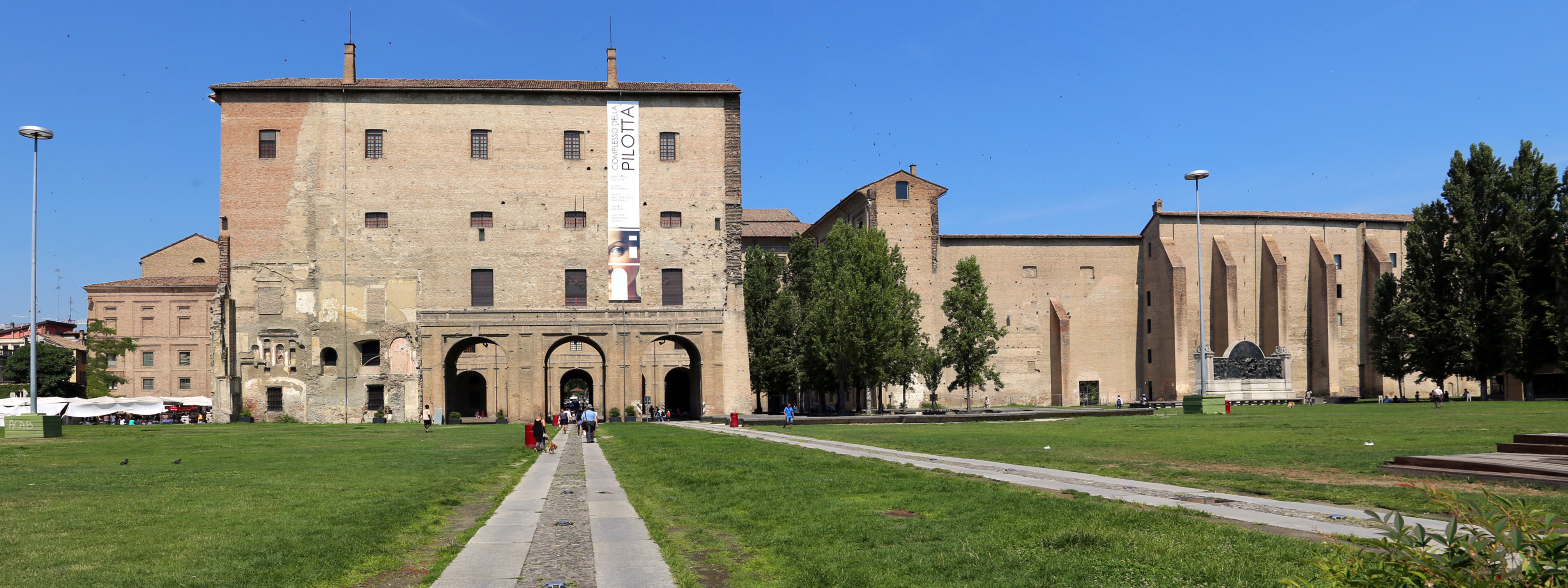
Палаццо делла Пилотта в Парме, принадлежавший герцогу Рануччо Фарнезе

По смерти отца Алессандро Фарнезе наследовал владения в Парме и Пьяченце, но управлял своими владениями почти все время через наместников. Сын и преемник Алессандро, Рануччо I (1569—1622), отличался мрачным характером, алчностью и тираническим властолюбием. Он упорно и жестоко боролся против дворянства и под предлогом заговоров и крамол подвергал его главных представителей преследованиям и казням, имущество же их конфисковал в свою пользу. Таким образом ему удалось, опираясь на военную силу и на часть представителей народа, укрепить герцогскую власть. Наследовавший ему сын Одоардо (1612—1646) не был лишён умственных дарований и решительности, но, не обладая политической проницательностью и благоразумием и отдаваясь побуждениям легкомысленного тщеславия, вел бесполезные войны с папой Урбаном VIII и без всякой удачи соперничал с фамилией Барберини из-за обладания княжеством Кастро, которое окончательно потерял.

## Дальнейшая судьба дома Фарнезе
Дальнейшие представители рода Фарнезе мало замечательны, это были:
- Рануччо II (1630—1694);
- Франческо (1678—1727);
- Антонио (1679—1731).

Последний вступил в столкновение с Римской Курией вследствие того, что посредством податного обложения хотел теснее подчинить своей власти духовенство своего герцогства. В конце концов он отказался признавать свою феодальную зависимость от Рима; в борьбе с Папами его поддерживал знаменитый герцог Евгений Савойский, который и способствовал ленному подчинению Антонио Фарнезе империи: последний принёс присягу Иосифу I за Парму и Пьяченцу. Он умер бездетным, и с ним пресеклась мужская линия рода Фарнезе. 

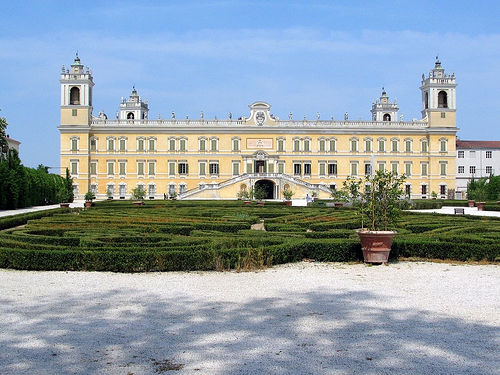
Герцогский дворец в Колорно — резиденция последних Фарнезе (XVIII век).

Владения его через Изабеллу Фарнезе (внучку Рануччо I) достались её сыну, неаполитанскому инфанту Карлосу. Позже они перешли сначала к Неаполитанским Бурбонам (почти полностью картинная галерея Фарнезе осталась в неаполитанском дворце Каподимонте), а затем — к их ветви, Бурбонам Пармским. К 1816 году в Неаполь были перенесены коллекции античного искусства семьи Фарнезе: шедевры античной скульптуры и предметы, обнаруженные при раскопках древних городов в окрестностях Везувия. Ныне они составляют основу собрания Национального археологического музея Неаполя.

## Правители (герцоги) Пармские 1545—1731
- Пьер Луиджи, 1545—1547;
- Оттавио, 1547—1586;
- Алессандро, 1586—1592;
- Рануччо I, 1592—1622;
- Одоардо, 1622—1646;
- Рануччо II, 1646—1694;
- Франческо, 1694—1727;
- Антонио, 1727—1731.

## Герб
| Герб | Время использования                                           |
|      | Семья Фарнезе в золотом поле шесть лазоревых лилий: 3, 2 и 1. |
|      | 1545 — 1586                                                   |
|      | 1586 — 1592                                                   |
|      | 1592 — 1731                                                   |